# Star Wars: Die Hohe Republik
Star Wars: Die Hohe Republik, auch bekannt unter dem englischen Titel The High Republic und dem Codenamen Project Luminous, ist ein Literaturprojekt im Star-Wars-Universum, das zur Zeit der „Hohen Republik“, 200 Jahre vor den Ereignissen aus Star Wars Episode I - Die Dunkle Bedrohung angesiedelt ist. Ausgangspunkt der Geschichte ist die „große Katastrophe“, die durch die Nihil, die als „Weltraumwikinger“ beschrieben werden und die Hauptantagonisten darstellen, ausgelöst wird. Die Hohe Republik wird in verschiedene Phasen unterteilt sein – die erste Phase „Light of the Jedi“ soll zwischen 2021 und 2022 stattfinden. Phase zwei „Quest of the Jedi“ und Phase drei „Trial of the Jedi“ sollen sich daran anschließen.

## Geschichte
Das „Project Luminous“ startete im September 2018 mit einer Einladung zur Skywalker Ranch für diverse Star Wars Autoren und Autorinnen, inklusive Claudia Gray, Justina Ireland, Daniel José Older, Cavan Scott und Charles Soule. Dort wurde ihnen seitens Lucasfilm ein „weißes Blatt“ zur Erschaffung des Projektes angeboten. Einen ersten Teaser zum Projekt gab es von Lucasfilm im April 2019.
Am 24. Februar 2020, kündigte Lucasfilm eine neue Serie von Comics und Roman unter dem Titel Star Wars: The High Republic an, dabei handelte es sich erstmal um ein rein literarisches Multimedia-Projekt, dass ca. 200 Jahre vor den Ereignissen aus Star Wars: Episode I – Die Dunkle Bedrohung spielen sollte. Im weiteren Verlauf stellte Lucasfilm aber auch Videospiele und TV-Serie mit dieser Thematik abseits des Kernprojektes vor (siehe Andere Werke). Inwieweit diese Werke Crossover darstellen ist zurzeit ungeklärt. Im Mittelpunkt stehen die Jedi-Ritter, die zur Zeit der Hohen Republik auf dem Höhepunkt ihrer Macht stehen, sowie der Aufstieg der Nihil, die als „Weltraumwikinger“ beschrieben werden und die Hauptantagonisten darstellen.
Mit dem Roman Light of the Jedi sollte im August 2020, einige Tage vor der Star Wars Celebration 2020, das Projekt offiziell starten. Durch die weltweite COVID-19-Pandemie kam es aber zur Verschiebung des gesamten Projektes bis in den Januar 2021. Das erste Kapitel von Light of the Jedi wurde im Juni 2020 bei IGN veröffentlicht. Im November 2020 gab es auf der Internetseite StarWars.com das zweite Kapitel zu lesen, gefolgt von sechs weiteren Kapiteln auf der Website Penguin Random House. Im Dezember 2020, veröffentlichte Disney eine kostenlose digitale Sammlung der ersten Kapitel aus den Werken der ersten Phase, in denen jeweils die Hauptfiguren für jedes Werk enthüllt wurden.
Am Disney Investor Day 2020 wurde bekannt gegeben, dass Leslye Headland mit der Serie The Acolyte für Disney+, an einer filmischen Umsetzung der späteren Jahre der Hohen Republik arbeitet. Kurz darauf veröffentlichte Tencent Star Wars: The Vow of Silver Dawn, ein E-Book, das in Zusammenarbeit mit Lucasfilm speziell für das chinesische Publikum erstellt wurde.
Am 4. Januar 2021, einen Tag vor dem offiziellen Start der ersten Romane, veranstaltet Lucasfilm ein digitales Event, bei dem weitere Informationen über Werke bekanntgegeben wurden, die nach der ersten Welle an Romanen und Comics veröffentlicht werden sollen. Neben monatlichen Kurzgeschichten im Star Wars Insider auch mehrere neue Bücher. Die erste Phase des Projektes soll demnach bis 2022 andauern. Im Rahmen des Events erhielten die weiteren geplanten Phasen die Beinamen „Quest of the Jedi“ (Phase 2) und „Trials of the Jedi“ (Phase 3).
Am 15. Januar 2021 wurde auf Disney+ in Folge 7 von Disney Insider unter anderem die Hohe Republik thematisiert. Eine Lese- und Hörprobe für den Roman Star Wars: The High Republic – Into the Dark wurde am 19. Januar 2021 auf der offiziellen STAR WARS Seite veröffentlicht.

## Lauftext
„In der Galaxis herrscht Frieden unter der Regierung der glorreichen REPUBLIK und dem Schutz der edlen und weisen JEDI-RITTER. Als Zeichen alles Guten entsendet die Republik die STARLIGHT-STATION in die Ferne des Äußeren Rands. Diese neue Raumstation soll allen als weithin sichtbarer Hoffnungsstrahl dienen. Doch gerade als die Republik eine glanzvolle Zeit der Renaissance erlebt, erhebt sich ein Furcht einflößender neuer Feind. Nun müssen sich die Hüter von Frieden und Gerechtigkeit einer Gefahr stellen, die sie, die Galaxis und die Macht selbst bedroht ...“

## Werke

### Phase 1 - Light of the Jedi (2021–2022)

#### Kurzgeschichten
- Die Hohe Republik: Starlight
  - Allzeit vereint (Originaltitel: Starlight: Go Together - Part 1 bzw. Starlight: Go Together Part 2) (15. Dezember 2020 bzw. 9. Februar 2021), ist eine zweiteilige Kurzgeschichte, geschrieben von Charles Soule und veröffentlicht im Star Wars Insider #199[17][18][19] bzw. im Star Wars Insider #200[20][21] vom Titan Verlag. Eine deutsche Übersetzung erfolgte des ersten Teils erfolgte am 18. März 2021 innerhalb des Offiziellen Star Wars Magazin #101.[22] Der zweite Teil soll am 17. Juni 2021 ebenfalls im Offiziellen Star Wars Magazin #102[23] in seiner deutschen Übersetzung erscheinen. – Während Teil 1 als Vorgeschichte zu den Geschehnissen des Romans Das Licht der Jedi fungiert, ist der zweite Teil als Epilog zum genannten Roman einzuordnen.
  - First Duty (30. März 2021 bzw. 27. April 2021), ist eine zweiteilige Kurzgeschichte, geschrieben von Cavan Scott und wurde im Star Wars Insider #201 bzw. im Star Wars Insider #202 vom Titan Verlag veröffentlicht.[24] – Im Mittelpunkt der Geschichte steht der Charakter Velko der den Lesern einen Einblick in die Hohe Republik außerhalb der Jedi geben soll.
  - Hidden Danger (8. Juni 2021), ist eine mehrteilige Kurzgeschichte, geschrieben von Justina Irland. Der erste Teil soll im Star Wars Insider #203 vom Titan Verlag veröffentlicht werden.[25]
- Heart of the Jedi (7. September 2021), geschrieben von Cavan Scott. Die Kurzgeschichte ist Teil des Sammelbands Life Day Treasury: Holiday Stories from a Galaxy Far, Far Away[26][27] und wird bei Disney-Lucasfilm Press veröffentlicht. – Die Geschichte folgt Jedi-Meister Stellan Gios, der auf Patrouille bei winterlichen Festlichkeiten auf Coruscant ist.

#### Romane
- Romane
  - Star Wars: Die Hohe Republik – Das Licht der Jedi (Originaltitel: Star Wars: The High Republic – Light of the Jedi, 5. Januar 2021) von Charles Soule, veröffentlicht bei Del Rey.[28] Die deutsche Übersetzung erschien August 2021 bei Blanvalet.[29] – Der Roman handelt von der „großen Katastrophe“, ein Vorfall, bei dem die Legacy Run, ein Transportschiff, im Hyperraum zerstört wird und seine Wrackteile daraufhin unkontrolliert durch das Hetzal System rasen und drohen dieses zu zerstören.
  - Star Wars: Die Hohe Republik – Im Zeichen des Sturms (Originaltitel: Star Wars: The High Republic – The Rising Storm, 29. Juni 2021) von Cavan Scott, veröffentlicht bei Del Rey.[30] Auf Deutsch erschien der Roman im März 2022 bei Blanvalet. Im Zeichen des Sturms thematisiert die Republic Fair, eine Versammlung, bei der die großartigen Dinge und neusten Erfindungen der Republik gefeiert werden. Als Charaktere werden die Jedi-Meister Stellan Gios, Padawan Bell Zettifar und der Monsterjäger und Kopfgeldjäger Ty Yorrick auftreten.[31]
  - Star Wars: Die Hohe Republik – Der gefallene Stern (Originaltitel: Star Wars: The High Republic – The Fallen Star, 4. Januar 2022) von Claudia Gray, veröffentlicht bei Del Rey. Seit März 2023 bei Blanvalet auch auf Deutsch erhältlich.

- Young Adult
  - Star Wars: Die Hohe Republik – In die Dunkelheit (Originaltitel: Star Wars: The High Republic – Into the Dark, 2. Februar 2021) von Claudia Gray, veröffentlicht bei Disney–Lucasfilm Press.[32] Eine deutsche Übersetzung wurde am 23. März 2021 beim Panini Verlag veröffentlicht.[33]  – Als das Schiff von Padawan Reath Silas, bei einer galaktischen Katastrophe aus dem Hyperraum geworfen wird, finden die Jedi und ihre Mitreisenden Zuflucht auf einer scheinbar verlassenen Raumstation.[34]
  - Star Wars: Die Hohe Republik – Aus den Schatten (Originaltitel: Star Wars: the High Republic – Out of the Shadows, 27. Juli 2021) von Justina Ireland, veröffentlicht bei Disney–Lucasfilm Press.[35] – Ein weiteres Abenteuer für Jedi-Ritterin Vernestra Rwoh aus Die Bewährungsprobe und Padawan Reath Silas aus In die Dunkelheit.[36]
  - Star Wars: Die Hohe Republik – Mitternachtshorizont (Originaltitel: Star Wars: The High Republic – Midnight Horizon, 1. Februar 2022) von Claudia Gray, veröffentlicht bei Disney–Lucasfilm Press. Seit Juni 2022 bei Panini auch auf Deutsch erhältlich
- Jugendromane
  - Star Wars: Die Hohe Republik – Die Bewährungsprobe (Originaltitel: Star Wars: The High Republic – A Test of Courage, 5. Januar 2021) von Justina Ireland, veröffentlicht bei Disney–Lucasfilm Press.[37] Eine deutsche Übersetzung wurde am 23. März 2021 beim Panini Verlag veröffentlicht.[38] – Als ein Transportschiff plötzlich aus dem Hyperraum geworfen wird, sind die fünfzehnjährige Jedi-Ritterin Vernestra Rwoh, ein junger Padawan, ein kühnes Tech-Kind und der Sohn eines Botschafters auf einem Dschungelmond gestrandet.[39]
  - Star Wars: Die Hohe Republik – Kampf um Valo (Originaltitel: Star Wars: The High Republic – Race to Crashpoint Tower, 29. Juni 2021) von Daniel José Older,  veröffentlicht bei Disney–Lucasfilm Press.[40] – Im Mittelpunkt der Geschichte stehen die Padawans Ramjo Maram, ein talentierter Mechaniker von einem kleinen Planeten und Lula Talisola aus dem Comic The High Republic Adventures. Der Roman spielt zur selben Zeit wie The Rising Storm.
  - Star Wars: Die Hohe Republik – Mission ins Verderben (Originaltitel: Star Wars: The High Republic – Mission to Desaster, 4. Januar 2022) von Justina Ireland, veröffentlicht bei Disney–Lucasfilm Press. Seit Mai 2022 bei Panini auch auf Deutsch erhältlich.
- Hörspieltranskripte
  - Star Wars: Die Hohe Republik – Orkanläuferin (Originaltitel: Star Wars: The High Republic – Tempest Runner, 31. März 2022) von Canvan Scott, veröffentlicht bei Del Rey. Transkript des gleichnamigen Hörspiels, das am 31. August 2021 bei Random House Audio erschien. Seit Dezember 2023 ist das Buch bei Blanvalet auch auf Deutsch erhältlich.
- Kinderbücher
  - Star Wars: The High Republic – The Great Jedi Rescue (5. Januar 2021) von Cavan Scott, veröffentlicht bei Disney–Lucasfilm Press.[41] – Eine Adaption des Romans Das Licht der Jedi für Kinder.
  - Star Wars: The High Republic – Showdown at the Fair (5. Oktober 2021) von George Mann, veröffentlicht bei Disney–Lucasfilm Press.[42] – Eine Adaption des Romans Im Zeichen des Sturms für Kinder.
  - Star Wars: The High Republic – The Battle for Starlight (1. Februar 2022) von George Mann, veröffentlicht bei Disney–Lucasfilm Press. Eine Adaption des Romans Der gefallene Stern für Kinder.

#### Comics / Graphic Novels / Mangas
| Star Wars: Die Hohe Republik | Star Wars: Die Hohe Republik                               | Star Wars: Die Hohe Republik      | Star Wars: Die Hohe Republik                                                                                |
| --- | ---------------------------------------------------------- | --------------------------------- | --- |
| Ist eine fortlaufende Comicserie von Autor Cavan Scott und Zeichner Ario Anindito und wird bei Marvel Comics veröffentlicht. Eine deutsche Übersetzung erscheint seit 16. Juni 2021 bei Panini. – Der erste Handlungsbogen spielt direkt nach dem Roman Light of the Jedi und stellt die Padawan Keeve Trennis in den Mittelpunkt. Eine ultimative Wahl steht ihr bevor. Wird sie ihrer Jedi Prüfungen meistern oder sich für die Unschuldigen und deren Rettung entscheiden? |                                                            |                                   | |
| Heft Nr. | Arc                                                        | Veröffentlichung (US/DE)          | Titel (US/DE)                                                                                               |
| #1 | Es gibt keine Angst (Originaltitel: There is No Fear)      | 06.01.2021 (US) / 16.06.2021 (DE) | Trial by Ordeal                                                                                             |
| #2 | Es gibt keine Angst (Originaltitel: There is No Fear)      | 03.02.2021 (US) / 16.06.2021 (DE) | Tomb in Space                                                                                               |
| #3 | Es gibt keine Angst (Originaltitel: There is No Fear)      | 03.03.2021 (US) / 21.07.2021 (DE) | Down Below                                                                                                  |
| #4 | Es gibt keine Angst (Originaltitel: There is No Fear)      | 07.04.2021 (US) / 21.07.2021 (DE) | Song of the Drengir                                                                                         |
| #5 | Es gibt keine Angst (Originaltitel: There is No Fear)      | 12.05.2021 (US) / 18.08.2021 (DE) | Attack of the Hutts                                                                                         |
| Sammelband | Es gibt keine Angst (Originaltitel: There is No Fear)      | 11.08.2021 (US) / 23.11.2021 (DE) | The High Republic Volume I: There is No Fear (US) Die Hohe Republik, Band 1: Es gibt keine Angst (DE)       |
| #6 | Das Herz der Drengir (Originaltitel: The Heart of Drengir) | 30.06.2021 (US) / 23.03.2022 (DE) | The Galaxy Unites                                                                                           |
| #7 | Das Herz der Drengir (Originaltitel: The Heart of Drengir) | 28.07.2021 (US) / 23.03.2022 (DE) | kein Titel                                                                                                  |
| #8 | Das Herz der Drengir (Originaltitel: The Heart of Drengir) | 11.08.2021 (US) / 27.04.2022 (DE) | kein Titel                                                                                                  |
| #9 | Das Herz der Drengir (Originaltitel: The Heart of Drengir) | 01.09.2021 (US) / 27.04.2022 (DE) | kein Titel                                                                                                  |
| #10 | Das Herz der Drengir (Originaltitel: The Heart of Drengir) | 20.10.2021 (US) / 25.05.2022 (DE) | kein Titel                                                                                                  |
| Sammelband | Das Herz der Drengir (Originaltitel: The Heart of Drengir) | 07.12.2021 (US) / 28.06.2022 (DE) | The High Republic Volume II: The Heart of Drengir (US) Die Hohe Republik, Band 2: Das Herz der Drengir (DE) |
| #11 | Ende der Jedi (Originaltitel: Jedi's End)                  | 10.11.2021 (US) / 25.05.2022 (DE) | kein Titel                                                                                                  |
| #12 | Ende der Jedi (Originaltitel: Jedi's End)                  | 15.12.2021 (US) / 22.06.2022 (DE) | kein Titel                                                                                                  |
| #13 | Ende der Jedi (Originaltitel: Jedi's End)                  | 19.01.2022 (US) / 22.06.2022 (DE) | kein Titel                                                                                                  |
| #14 | Ende der Jedi (Originaltitel: Jedi's End)                  | 02.02.2022 (US) / 20.07.2022 (DE) | kein Titel                                                                                                  |
| #15 | Ende der Jedi (Originaltitel: Jedi's End)                  | 02.03.2022 (US) / 20.07.2022 (DE) | kein Titel                                                                                                  |
| Sammelband | Ende der Jedi (Originaltitel: Jedi's End)                  | 03.05.2022 (US) / 11.10.2022 (DE) | The High Republic Volume III: Jedi's End (US) Die Hohe Republik, Band 3: Ende der Jedi (DE)                 |

| Star Wars: Die Hohe Republik Abenteuer | Star Wars: Die Hohe Republik Abenteuer | Star Wars: Die Hohe Republik Abenteuer                                               |
| --- | -------------------------------------- | ------------------------------------------------------------------------------------ |
| Ist eine fortlaufende Comicserie von Autor Daniel José Older und wurde bei IDW Comics veröffentlicht. Eine deutsche Übersetzung der ersten 5 Hefte erschien in einer Sonderbandreihe am 1. Juni 2021 bei Panini. – Eine Gruppe junger Padawans, unter der Führung von Meister Yoda, müssen die Republik vor den Nihil beschützen und die Lektionen lernen, die sie eines Tages befähigen sollen, selbst mächtige Jedi-Ritter zu werden. |                                        |                                                                                      |
| Heft Nr. | Veröffentlichung (US/DE)               | Titel (US/DE)                                                                        |
| #1 | 03.02.2021 (US)                        | Collision Course                                                                     |
| #2 | 03.03.2021 (US)                        | Bralanak City Smackdown                                                              |
| #3 | 07.04.2021 (US)                        | Starlight                                                                            |
| #4 | 05.05.2021 (US)                        | The Mountain                                                                         |
| #5 | 02.06.2021 (US)                        | kein Titel                                                                           |
| Sammelband | 09.11.2021 (US) / 26.10.2021 (DE)      | The High Republic Adventures, Volume 1 (US) Die Hohe Republik Abenteuer, Band 1 (DE) |
| #6 | 21.07.2021 (US)                        | kein Titel                                                                           |
| FCBD 2021 | 14.08.2021 (US) / 14.05.2022 (DE)      | Attack on the Republic Fair (US) Angriff auf die Republik Schau (DE)                 |
| #7 | 18.08.2021 (US)                        | kein Titel                                                                           |
| #8 | 01.09.2021 (US)                        | kein Titel                                                                           |
| Annual 2021 | 15.12.2021 (US)                        | kein Titel                                                                           |
| Sammelband | 22.02.2022 (US) / 24.05.2022 (DE)      | The High Republic Adventures, Volume 2 (US) Die Hohe Republik Abenteuer, Band 2 (DE) |
| #9 | 06.10.2021 (US)                        | kein Titel                                                                           |
| #10 | 17.11.2021 (US)                        | kein Titel                                                                           |
| #11 | 01.12.2021 (US)                        | kein Titel                                                                           |
| #12 | 12.01.2022 (US)                        | kein Titel                                                                           |
| #13 | 23.02.2022 (US)                        | kein Titel                                                                           |
| Sammelband | 07.09.2022 (US) / 13.12.2022 (DE)      | The High Republic Adventures, Volume 3 (US) Die Hohe Republik Abenteuer, Band 4 (DE) |

- Tales of Villainy: Untitled The High Republic Nihil Story (März 31, 2021), ist Bestandteil von Star Wars Adventures Heft #6 (Reihe 2020) und wurde bei IDW Comics veröffentlicht.[63][64] Die Geschichte ist ebenfalls Bestandteil im Sammelband Star Wars Adventures: The Light and the Dark (Heft #1 bis Heft #6) und wurde am 22. Juni 2021 ebenfalls bei IDW Comics veröffentlicht.[65]
- Star Wars: Die Hohe Republik: Das Monster vom Tempelberg von Autor Cavan Scott und der Zeichnerin Rachel Stott, war zunächst als eine Graphic Novel geplant. Wurde dann aber als vierteilige Miniserie bei IDW ab 1. August 2021 veröffentlicht. – In Das Monster vom Tempelberg wird Ty Yorrick, ein Charakter aus dem Roman Im Zeichen des Sturms thematisiert.[66] Auf Deutsch erschien die Serie als dritter Sammelband der Die Hohe Republik Abenteuer Reihe.
- Star Wars: Die Hohe Republik: Am Rande des Gleichgewichts (8. Juni 2021), ist ein Manga von Autorin Justina Ireland und Shima Shinya in Zusammenarbeit mit der Zeichnerin Mizuki Sakakibara und wird bei Viz Media veröffentlicht.[67] – Der Manga soll sich auf die Jedi konzentrieren, die auf kleineren Planeten stationiert sind und in ihrer Rolle als Beschützer des Volkes agieren. Im Zentrum steht die Jedi Lily Tora-Asi. Jedi-Meister Stellan Gios aus Im Zeichen des Sturms sowie ein weiterer Wookie Jedi namens Arkoff werden ebenfalls im Manga auftauchen.[68]

### Phase 2 - Quest of the Jedi (2022–2023)
Die zweite Phase handelt im Zeitalter der Entdeckungen, 150 Jahre vor den Ereignissen der ersten Phase.

### Phase 3 - Trial of the Jedi (2023–2025)
Zur dritten Phase ist außer dem Namen bisher nichts bekannt.

### Fernsehserien
Die animierte Serie Star Wars: Die Abenteuer der jungen Jedi spielt in der Zeit der hohen Republik. Die Serie richtet sich an Kinder.
Die im Sommer 2024 erscheinende Serie The Acolyte, eine Disney+ Original Serie, geschrieben von Leslye Headland, soll die Macht der dunklen Seite in den letzten Tagen der Hohen Republik thematisieren.

### Web-Serien
- Star Wars: The High Republic Show, eine Web-Serie, die einen Blick hinter die Kulissen bieten soll. Moderiert wird die Show, die alle zwei Monate auf dem offiziellen YouTube-Kanal und der Website von Star Wars erscheinen soll, von Krystina Arielle. Als Gäste geplant sind die kreativen Köpfe hinter dem Projekt, die über ihre Werke und deren Entstehung diskutieren. Die Premiere der ersten Folge erfolgte am 27. Januar 2021.[70][71][72]
  - Episode 1: A Deep Dive Into Star Wars: The High Republic, Bringing A Younger Yoda to Life (in VR), and More! (Januar 27, 2021)[73]
- Characters of Star Wars: The High Republic, eine Serie von animierten Kurzfilmen auf dem offiziellen Star-Wars-YouTube-Kanal über die Helden und Bösewichte der Hohen Republik.[74]
  - Jedi-Ritterin Vernestra Rwoh (Januar 19, 2021)[75]
  - Jedi-Meisterin Avar Kriss (Januar 22, 2021)[76]
  - Die Nihil (Januar 26, 2021)[77]
  - Jedi-Padawan Bell Zettifar (Februar 02, 2021)[78]
  - Kanzlerin Lina Soh (Februar 05, 2021)[79]
  - Die Drengir (Februar 09, 2021)[80]
  - Jedi-Meister Sskeer (Februar 16, 2021)[81]
  - Nihil Marchion Ro (Februar 23, 2021)[82]
  - Jedi-Padawan Burryaga Agaburry (März 02, 2021)[83]

### Andere Werke
- Star Wars: The Vow of Silver Dawn, ist ein E-Book in chinesischer Sprache, geschrieben von „His Majesty the King“. In Zusammenarbeit zwischen Lucasfilm und Tencent wurde The Vow of Silver Dawn entwickelt, um Star Wars einem breiteren chinesischen Publikum näher zu bringen. Es wurde kapitelweise digital veröffentlicht. – Die Geschichte spielt zum Ende der Ära der Hohen Republik, etwa 50 Jahre vor den Ereignissen aus Episode I - Die Dunkle Bedrohung, und zeigt einen jungen Jedi namens Sean der eine geheimnisvolle Vergangenheit hat und im Outer Rim stationiert ist. Lucasfilm hat erklärt, dass es keine Pläne für eine englische Übersetzung und Veröffentlichung gibt.[84]
- Tales from the Galaxy’s Edge: Temple of Darkness (November 19, 2020), ist eine Teilgeschichte des VR-Videospiels Star Wars: Tales from the Galaxy's Edge von Entwickler ILMxLAB, der Titel der deutschen Übersetzung heißt: Tales from the Galaxy’s Edge: Tempel der Dunkelheit.[85]

## Rezeption
Light of the Jedi erreichte in der ersten Woche seiner Veröffentlichung den 1. Platz der Bestsellerliste der New York Times, sowie den 2. Platz der meistverkauften Bücher bei Amazon. A Test of Courage, das ebenfalls am 5. Januar 2021 veröffentlicht wurde, erreichte Platz 2 der New York Times-List bei den Middle-grade-Romanen. Das erste Comicheft von Marvel, Star Wars The High Republic, hatte vor dem Start über 200.000 Bestellungen verkauft und veranlasste Marvel dazu, direkt einen zweiten sowie kurz danach einen dritten Druck des ersten Heftes zu erstellen. Die digitale Version war in der Woche seiner Veröffentlichung ganz oben bei den meistverkauften Comics auf Comixology.